# Fort Victoria
Le fort Victoria est un fort situé sur l'île Saint George aux Bermudes construit pour abriter l'artillerie côtière au sommet de Retreat Hill.

## Historique
Le fort partage son emplacement au sommet d'une colline avec le fort Albert, et ils ont été nommés en l'honneur de Sa Majesté la reine Victoria et de son mari, le prince Albert. Les deux forts ont été construits en 1842, sur proposition du colonel Edward Fanshawe, du Royal Engineers, construite par l'armée britannique pour défendre le port militaire de la Royal Naval et d'autres lieux stratégiques aux Bermudes. Le seul canal traversant le récif entourant l'archipel, et convenant aux grands navires, passe par les extrémités nord-est des îles Saint David et Saint Georges, qui se trouvent à l'extrémité est de l'archipel des Bermudes. Pour cette raison, les quelque cent forts et batteries construits entre 1612 et 1939 se trouvent sur les côtes orientales de ces deux îles, ainsi que sur l'île de Paget et les fortifications entourant Castle Harbour, et entre les petites îles situées entre Saint Georges et Saint David, et St. David's et l'île principale,.
Les forts Victoria et Albert donnent sur le fort Sainte-Catherine, situé sur le promontoire inférieur. Toute la partie nord-est de l'île servait à la garnison Saint Georges, une base de l'armée qui était à l'origine le quartier général de la garnison des Bermudes. Après que la composante d'infanterie de la garnison et son quartier général aient été transférés dans le Prospect Camp dans les années 1860, la garnison de Saint Georges devint principalement une base de la Royal Artillery servant les divers détachements d'artillerie côtiers dans les forts et les batteries de l'East End.
Le fort Victoria était à l’origine armé de 18 canons de 32 livres. Comme pour beaucoup de forts construits à cette époque, l'armement était déjà devenu obsolète au moment de son achèvement. Au XXe siècle, le fort reçut deux canons de 9,2 pouces BL Mk X (bien qu'un semble avoir été transféré à la batterie Saint David sur l'île de Saint David, qui en avait reçu deux en 1910).
En avril 1941, la Bermuda Base Command est constituée aux termes de l'accord Destroyers for Bases Agreement. Plusieurs bases militaires et navales ont été construites aux Bermudes et le fort Victoria est devenu le lieu où était entreposé des armes provenant du United States Army Coast Artillery Corps faisant partie du système de défense du port des Bermudes. Il s'agissait notamment de deux canons M1888 de 8 pouces, initialement affectés à la batterie F du 52nd Air Defense Artillery Regiment. Une autre partie de ces armes se trouvait à Fort Scaur Hill. Quatre canons AMTB (Anti Motor Torpedo Boat) de 90 mm et une paire de canons de 6 pouces ont également été installés en 1943. L'artillerie lourde sur voie ferrée ont été retirés en 1944.
Les forts Victoria et Albert étaient inclus dans des biens loués à des hôtels, qui ont été autorisés à endommager les structures pour créer des zones de loisirs pour les clients. Le bâtiment lui-même, après des années inoccupation, a été détruit par des explosifs en 2008, endommageant gravement le Fort Victoria.
Le seul canon de 9,2 pouces qui restait au fort Victoria a maintenant été transféré au chantier naval de la Royal Naval pour être installé au musée national des Bermudes à The Keep, le plus grand fort des Bermudes,.
En raison de leur importance historique, avec des fortifications couvrant quatre siècles de peuplement anglais dans le Nouveau Monde, les forts situés à l'est des Bermudes, ainsi que la ville de Saint George's, ont été classés au patrimoine mondial de l'UNESCO.